# Белявский, Николай Николаевич (генерал)
Никола́й Никола́евич Беля́вский (1 [13] марта 1846 — не ранее 1920) — русский военачальник, генерал от инфантерии (1908), военный востоковед, член Военного совета (1910), общественный деятель, последний и. о. председателя «Русского Собрания» (1916). Участник Русско-турецкой войны (1877—1878) и Ахал-текинской экспедиции (1880—1881).

## Биография

### Происхождение
Николай Белявский происходил из потомственных дворян Полтавской губернии. Православного вероисповедания.

### Военная служба
В 1863 году Белявский окончил Михайловский Воронежский кадетский корпус, а в следующем году и 3-е военное Александровское училище, откуда был выпущен в чине подпоручика в 71-й Белёвский пехотный полк. Позже служил в 1-м сапёрном резервном батальоне. В 1869 году произведён в поручики. В 1872 году окончил Николаевскую академию Генерального штаба по 1-му разряду и 10 ноября того же года был назначен старшим адъютантом штаба 5-й кавалерийской дивизии при Московском военном округе. В дальнейшем Белявский довольно быстро продвигаться по военной службе (при чём все последующие воинские чины ему были присвоены «за отличие». Так через полгода после окончания академии он был произведён в штабс-капитаны Генштаба, в 1875 году ― в капитаны, а в 1876 ― в подполковники. Последовательно занимал строевые и штабные должности.
18 мая 1875 года Белявский был назначен младшим делопроизводителем канцелярии Комитета по передвижению войск железнодорожным и водным транспортом Варшавского военного округа. Перед началом Русско-турецкой войны 1877—1878 годов 6 апреля 1877 года (за 6 дней до объявления Россией войны Турции) он вступил в должность штаб-офицера для особых поручений при начальнике военных сообщений Действующей армии. С 6 января 1878 года заведовал передвижением войск ж/д транспортом по линии от Ясс до Фротешти.
После войны с 31 августа 1878 состоял штаб-офицером Генерального штаба, положенным по штату при Главном штабе. В 1880―1881 годах принял участие в Ахал-текинской экспедиции против текинцев. С 30 октября 1884 года исполнял должность начальника штаба 3-й гренадерской дивизии, а 28 апреля 1885 года вступил в должность командира 8-го Туркестанского линейного батальона. С 1886 года также командовал Катты-Курганским гарнизоном (оставался в должности командира линейного батальона). 27 мая 1887 года был назначен начальником штаба войск Самаркандской области. С 29 октября 1889 года ― командир 79-го Куринского пехотного полка. 3 мая 1893 года Белявский был произведён в генерал-майоры и назначен помощником начальника штаба Туркестанского военного округа.

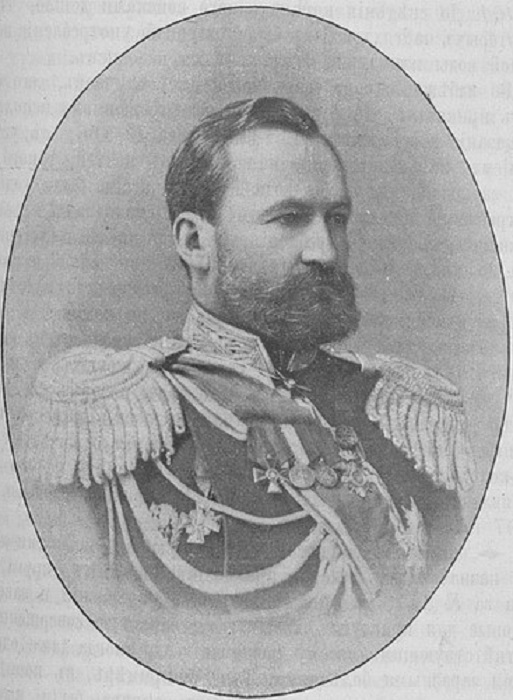
Начальник штаба Кавказского военного округа, генерал-майор Н. Н. Белявский

За время службы в Туркестанском военном округе Белявский провёл ряд исследовательских экспедиций. С марта по сентябрь 1884 года он исследовал местность от залива Мёртвый Култук через Усть-Юрт до г. Петро-Александровска. В июле 1886 года от того же залива провёл рекогносцировку путей до г. Кунграда (в низовьях Аму-Дарьи), а также левого берега Аму-Дарьи в пределах Хивинского ханства и Бухарского эмирата. Также руководил полевой экспедицией офицеров Генштаба в Бухарский эмират в 1889 году и другими экспедициями по Туркестанскому краю.
В 1894 году Белявский был переведён на Кавказ на должность помощника начальника штаба Кавказского военного округа (с 21 июля), а в 1897 вновь переведён в Туркестан с назначением на должность начальника штаба Туркестанского военного округа (с 28 августа). В 1899 году Белявский вновь был направлен на Кавказ, где вступил в должность начальника штаба Кавказского военного округа (с 27 февраля). 1 января 1901 года за отличие он был произведён в генерал-лейтенанты (со старшинством от 6 декабря 1900 г.). В 1902 году Белявский руководил экспедицией офицеров Генштаба Кавказского военного округа в Чечню, Дагестан и на Лезгинскую линию.
В 1904 году Белявский был переведён в Виленский военный округ и 4 декабря был назначен комендантом Либавской военно-морской крепости. 19 мая 1906 года назначен начальником Варшавского укреплённого района. 13 апреля 1908 года произведён в генералы от инфантерии.
С 1 января 1910 года состоял членом Военного совета. В 1911 году был награждён орденом Св. Александра Невского, а в 1915 году пожалован бриллиантовыми знаками к этому ордену.
1 января 1916 года Белявский вышел в отставку «за истечением установленного законом шестилетнего срока пребывания в составе Военного совета».

### Научная деятельность
Во время службы Белявский публиковал свои востоковедческие исследования в ряде периодических изданий. В издании Главного штаба им были опубликованы материалы по Западной Сибири (1882) и Туркестану (1884). В «Сборнике географических, топографических и статистических материалов по Азии» публиковал статьи о сухопутных и водных путях Средней Азии, в частности, приводя подробное сравнение различных путей. Также сотрудничал с «Известиями Императорского Русского географического общества».
В 1885 году под грифом «Секретно» Белявским были изданы отдельной книгой «Материалы по Туркестану». Книга состояла из 4 глав:
1. Исторический очерк распространения Русской власти в Средней Азии
2. Устройство управления и суда в Туркестанском крае
3. Финансовое положение Туркестанского Генерал-Губернаторства
4. Очерк развития Русских военных сил и их управление в Туркестане.

В 1886 году Белявский был награждён малой серебряной медалью Императорского русского географического общества.
В 1901—1908 годах ко дню столетия присоединения Грузии к России под руководством Белявского (под редакцией генерал-майора В. А. Потто) в Военно-историческом отделе было составлено и вышло многотомное издание «Утверждение русского владычества на Кавказе». Данный труд главным образом освещал историю кавказских войн и развитие гражданского управления на Кавказе.

### В отставке
Белявский был товарищем председателя «Русского Собрания» Н. Н. Пешкова. После увольнения со службы Белявский вступил в данную организацию. По сложению Пешковым своих полномочий «Русское Собрание» так и не избрало себе председателя. Последним из исполняющих его должность был Белявский (с конца 1916 г.), который исполнял её вплоть до запрещения «Собрания» революционной властью в 1917 году.
Проживал в Санкт-Петербурге (Моховая ул., 30).
В РГВИА сохранился черновик заявления Белявского, датированный 1920 годом и адресованный в правление Акционерного общества Крымско-Кавказской химической промышленности «о несправедливом распределении акций».
Дальнейшая судьба Белявского осталась неизвестной.
| - орден Святого Станислава 3-й степени с мечами и бантом (1876) - орден Святого Станислава 2-й степени с мечами (1877) - орден Святой Анны 2-й степени (1882) - малая серебряная медаль ИРГО (1886) - орден Святого Владимира 4-й степени (1886) - орден Святого Владимира 3-й степени (1890) - орден Святого Станислава 1-й степени (1895) - орден Святой Анны 1-й степени (1898) - орден Святого Владимира 2-й степени (1904) - орден Белого орла (06.12.1905) - орден Святого Александра Невского (06.12.1911) - бриллиантовые знаки к ордену Св. Александра Невского (01.01.1915 / ВП 22.03.1915) | - вступил в службу (25.08.1863) - подпоручик (23.05.1864) - поручик (08.07.1869) - штабс-капитан (08.04.1873) — за отличие - капитан (13.04.1875) — за отличие - подполковник (26.12.1876) — за отличие - полковник (20.04.1880) — за отличие - генерал-майор (03.05.1893) — за отличие - генерал-лейтенант (06.12.1900) — за отличие - генерал от инфантерии (13.04.1908) — за отличие |

## Семья
Жена ― Мария Ивановна. Известно, что имел 2 усыновлённых детей.